# San Nazzaro, Kampanien
San Nazzaro är en ort och kommun i provinsen Benevento i regionen Kampanien i Italien. Kommunen hade 906 invånare (2017).